# Distrito de Kagawa
El distrito de Kagawa (香川郡 Kagawa-gun?) es un distrito localizado en la prefectura de Kagawa, Japón. En octubre de 2019 tenía una población estimada de 3.088 habitantes y una densidad de población de 217 personas por km². Su área total es de 14,22 km².

## Localidades
- Naoshima